# 711 Marmulla
Marmulla è un asteroide della fascia principale. Scoperto nel 1911, presenta un'orbita caratterizzata da un semiasse maggiore pari a 2,2373792 UA e da un'eccentricità di 0,1953458, inclinata di 6,08636° rispetto all'eclittica.
Stanti i suoi parametri orbitali, è considerato un membro della famiglia Flora di asteroidi.
Il nome deriva dalla parola tedesca marmel, che significa marmo ed è un'allusione alla roccia che compone l'asteroide.